# كاترينا مولوي
كاترينا مولوي (22 يناير 1962 بهاميلتون في نيوزيلندا - ) (بالإنجليزية: Katrina Molloy)‏ هي لاعبة كريكت نيوزلندية. شاركت مع منتخب نيوزيلندا الوطني للكريكت.

## وصلات خارجية
- كاترينا مولوي على موقع إي آس بي آن كريك إنفو (الإنجليزية)